# Лизиосепалум
Лизиосепалум (лат. Lysiosepalum) — род кустарников подсемейства Lasiopetaleae, эндемиков юго-восточного региона Западной Австралии.

## Таксономия
Ранее род относили к семейству Стеркулиевые (Sterculiaceae) (в настоящее время это подсемейство Sterculioideae в составе семейства Мальвовые).

## Виды
Род Лизиосепалум включает следующие виды:
- Lysiosepalum abollatum C.F.Wilkins
- Lysiosepalum aromaticum C.F.Wilkins
- Lysiosepalum hexandrum (S.Moore) S.Moore
- Lysiosepalum involucratum (Turcz.) Druce
- Lysiosepalum rugosum Benth.